# Li Bin
Li Bin (chiń. 李滨; ur. 1956) – trzeci ambasador Chińskiej Republiki Ludowej w Seulu (Korea Południowa). Pełnił tę funkcję w okresie od października 2001 do sierpnia 2005 roku.